# Dolichos axilliflorus
Dolichos axilliflorus är en ärtväxtart som beskrevs av Bernard Verdcourt. Dolichos axilliflorus ingår i släktet Dolichos och familjen ärtväxter. Inga underarter finns listade i Catalogue of Life.